# Alassio
Alassio (en ligur Aȓàsce) és un comune italià, situat a la regió de la Ligúria i a la província de Savona. El 2015 tenia 10.934 habitants.

## Geografia
Té una superfície de 17,25 km² i les frazioni de Caso, Moglio i Solva. Limita amb Albenga, Andora, Laigueglia i Villanova d'Albenga.

## Història
La ciutat es va establir a l'edat mitjana quan els habitants de la vall començaren a baixar a mar a pescar. Segons la llegenda el nom deriva del d'Adelasia, filla de l'emperador Otó I. El control de la ciutat va ser, amb el temps, assumit pels monjos de l'illa Gallinara i més tard per la comuna d'Albenga.

## Evolució demogràfica
| Gràfica d'evolució de Alassio entre 1861 i 2011 |
|                                                 |
| Font: ISTAT                                     |